# Hottenstein (Gestein)
Als Hottenstein wird ein tiefgründig entkalkte Cenoman-Pläner bezeichnet, der sich während der oberkreide – tertiärzeitlichen-Verwitterung vor allem im südlichen Münsterland am Nordrand des Rheinischen Schiefergebirges gebildet hat. Hier bildet er zusammen mit unlöslichen Bestandteilen und pleistozänem Löss einen eemzeitlichen Verwitterungslehm, den Hottensteinschlufflehm.

## Bildung von Hottensteinen
Während der Oberkreide- und Tertiär-Zeit wurden die unter feuchttropischen Klimabedingungen die Plänerkalk- und -mergelsteine tiefgründig verwittert und entkalkt. Resultat dieser Entkalkung war die Bildung der leichten, porösen Hottensteine. Die nichtlöslichen Bestandteile der Cenoman-Pläner bildeten zusammen mit aus nördlichen Richtungen eingewehtem pleistozänen Löss einen Residualton, der sich mit den Hottensteinen vermengte und als Hottensteinverwitterungslehm bezeichnet wird. Die Bildung dieser Verwitterungstone begann im älteren Tertiär. Während der Warmzeiten im Pleistozän wurden die Hottensteinverwitterungslehme zum Teil mehrfach solifluidal umgelagert.

## Gesteinsbeschreibung und Mineralbestand
Die hellgelben bis bräunlich gefärbten Hottensteine sind häufig durch konzentrische braunrote bis orangebraune Eisenoxidausfällungen charakterisiert. Ein relativ fester, meist nur schwach verwitterter Gesteinskern ist durch eine schwammig-porösen Verwitterungsrinde umgeben. Die Hottensteine bestehen aus einem Gesteinsskelett, das in der Regel aus amorpher bis feinkristalliner Kieselsäure mit geringen Anteilen von Tonmineralen (vorwiegend Illit und Kaolinit) sowie Mineralrelikten unter anderem aus Calcit und Dolomit bestehen.
Die Cenoman-Plänerflächen im südlichen Münsterland sind unterschiedlich stark von der Entkalkung betroffen. Die Hottensteinbildung geht in der Regel von Kluft- und Schichtflächen aus. Zur Erklärung der intensiven Verwitterung der liegenden Partien des Cenoman-Pläners könnte der permanente Wasserstau auf den wasserundurchlässigeren Cenoman-Mergeln, die flächenhaft den Cenoman-Pläner unterlagern, herangezogen werden. Die unteren Abschnitte der Plänerkalksteine lagen somit ständig im Bereich des Grundwassers und wurden dadurch besonders schnell gelöst. Die bei der Verwitterung der Tonminerale freiwerdende Kieselsäure versteifte das Gesteinsgerüst, so dass keine vollständige Auflösung des Kalk- und Kalkmergelstein erfolgen konnte. Große Teile der Plänerplateaufläche des südlichen Münsterlandes ist durch das Auftreten von „Hottensteinschlufflehm“ gekennzeichnet.